# Стефания (растение)
Стефания (лат. Stephania) — род растений семейства Луносемянниковые (Menispermaceae). Лианы, распространённые в Южной, Восточной, Юго-Восточной Азии и Австралии.
Некоторые виды — лекарственные растения.

## Названия
Научное название рода — Stephania — происходит от др.-греч. στεφανος — «корона». Оно относится к расположению пыльников, образующих своеобразный «венок» над цветками.
По мнению российского ботаника Б. Н. Головкина, род назван в честь Христиана-Фридриха Стефана (1757—1814), немецкого ботаника на русской службе, военного врача, позже профессора химии и ботаники в Московской медико-хирургической академии в Москве, профессора ботаники в Медико-хирургической академии в Санкт-Петербурге.

## Биологическое описание
Представители рода — многолетние травянистые или древесные лианы длиной до 4 м с щитковидными листьями, расположенными по спирали.

## Использование
Представители рода богаты алкалоидами, благодаря чему используются как в официальной, так и в народной медицине.
Наиболее известна в этом отношении Стефания гладкая (Stephania glabra) произрастающая в Индии, Мьянме, Вьетнаме, Южном Китае и Японии. Её клубни, масса которых на родине может достигать 20 кг, содержат до 6—8 % алкалоидов. Основными из них являются гиндарин, стефарин и ротундин. Стефаглабрина сульфат используется для лечения заболеваний периферической нервной системы. Надземные части также богаты алкалоидами, основной из них — циклеанин.

## Виды

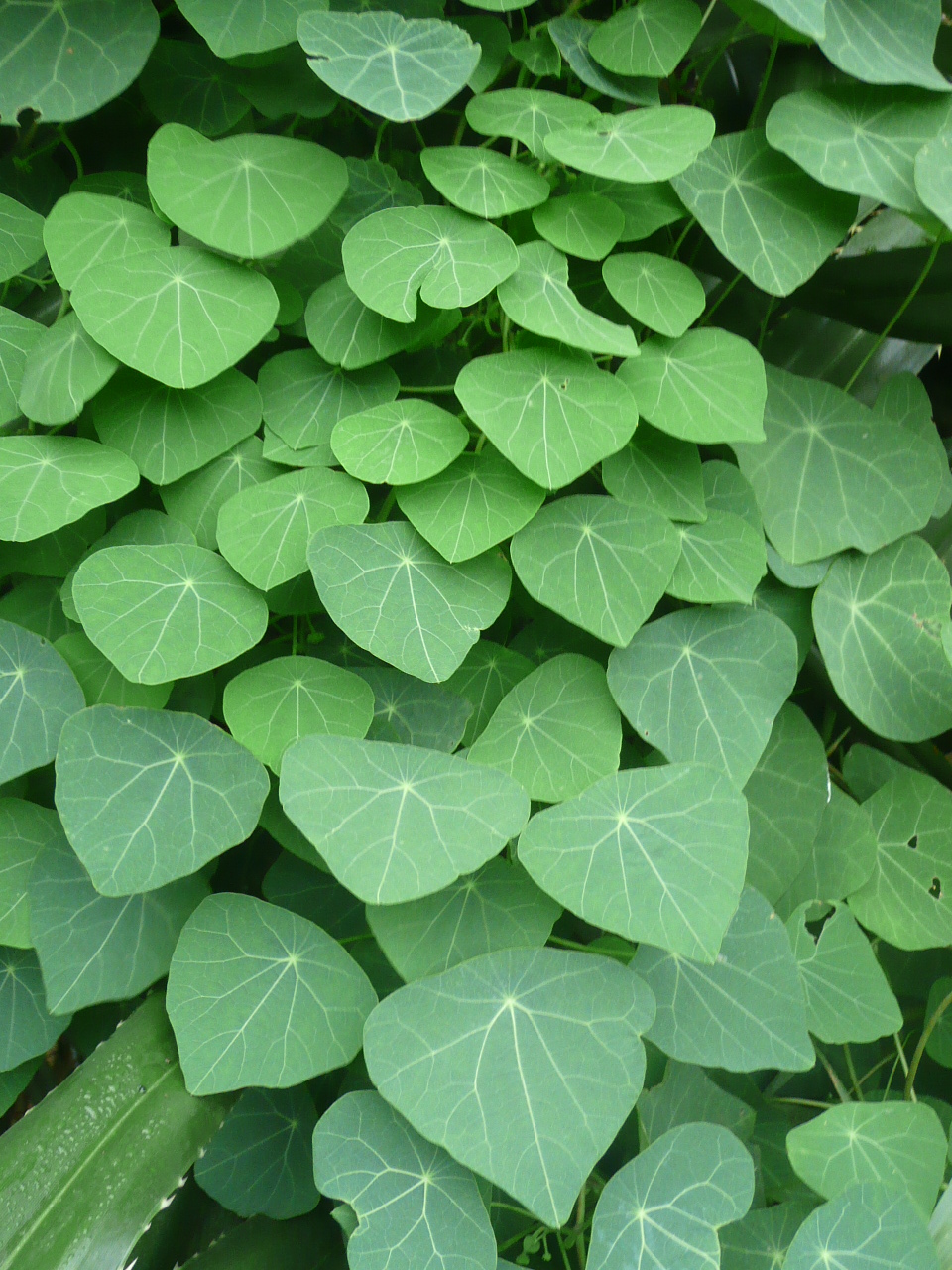
Stephania cephalantha

По информации базы данных The Plant List (2013), род включает 43 вида:
- Stephania abyssinica (Quart.-Dill. & A.Rich.) Walp.
- Stephania brachyandra Diels
- Stephania brevipedunculata C.Y.Wu & D.D.Tao
- Stephania capitata (Blume) Spreng.
- Stephania cephalantha Hayata
- Stephania chingtungensis H.S.Lo
- Stephania cyanantha Welw. ex Hiern
- Stephania delavayi Diels
- Stephania dentifolia H.S.Lo & M.Yang
- Stephania dicentrinifera H.S.Lo & M.Yang
- Stephania dielsiana Y.C.Wu — Стефания Дильса[4]
- Stephania dinklagei (Engl.) Diels
- Stephania dolichopoda Diels
- Stephania ebracteata S.Y.Zhao & H.S.Lo
- Stephania elegans Hook.f. & Thomson — Стефания изящная[4]
- Stephania epigaea H.S.Lo
- Stephania excentrica H.S.Lo
- Stephania forsteri (DC.) A.Gray — Стефания Форстера[4]
- Stephania glabra (Roxb.) Miers — Стефания гладкая
- Stephania gracilenta Miers
- Stephania hainanensis H.S.Lo & Y.Tsoong
- Stephania herbacea Gagnep. — Стефания травянистая[4]
- Stephania hernandiifolia (Willd.) Walp. — Стефания гернандиелистная[4]
- Stephania intermedia H.S.Lo
- Stephania japonica (Thunb.) Miers — Стефания японская[4]
- Stephania kuinanensis H.S.Lo & M.Yang
- Stephania kwangsiensis H.S.Lo
- Stephania lincangensis H.S.Lo & M.Yang
- Stephania longa Lour. — Стефания длинная[4]
- Stephania longipes H.S.Lo
- Stephania macrantha H.S.Lo & M.Yang
- Stephania mashanica H.S.Lo & B.N.Chang
- Stephania merrillii Diels
- Stephania micrantha H.S.Lo & M.Yang
- Stephania miyiensis S.Y.Zhao & H.S.Lo
- Stephania officinarum H.S.Lo & M.Yang
- Stephania sinica Diels — Стефания китайская[4]
- Stephania subpeltata H.S.Lo
- Stephania succifera H.S.Lo & Y.Tsoong
- Stephania sutchuenensis H.S.Lo
- Stephania tetrandra S.Moore — Стефания четырёхтычинковая[4]
- Stephania viridiflavens H.S.Lo & M.Yang
- Stephania yunnanensis H.S.Lo

## Таксономическая схема
|  |                                                                              |                            |                            |                            | |                            |                            |                       |                                                                   |                       |                       |  | |  |  |  |
|  | отдел Цветковые, или Покрытосеменные (классификация согласно Системе APG II) |                            |                            |                            | |                            |                            |                       |                                                                   |                       |                       |  | |  |  |  |
|  |                                                                              |                            |                            |                            | |                            |                            |                       |                                                                   |                       |                       |  | |  |  |  |
|  | порядок Лютикоцветные                                                        | порядок Лютикоцветные      | порядок Лютикоцветные      | порядок Лютикоцветные      | порядок Лютикоцветные                                                                                | порядок Лютикоцветные      | порядок Лютикоцветные      | порядок Лютикоцветные | порядок Лютикоцветные                                             | порядок Лютикоцветные | порядок Лютикоцветные |  | ещё 44 порядка цветковых растений, из которых к лютикоцветным наиболее близок порядок Протеецветные |  |  |  |
|  |                                                                              |                            |                            |                            | |                            |                            |                       |                                                                   |                       |                       |  | ещё 44 порядка цветковых растений, из которых к лютикоцветным наиболее близок порядок Протеецветные |  |  |  |
|  | семейство Луносемянниковые                                                   | семейство Луносемянниковые | семейство Луносемянниковые | семейство Луносемянниковые | семейство Луносемянниковые                                                                           | семейство Луносемянниковые | семейство Луносемянниковые |                       | ещё девять семейств, в том числе Барбарисовые, Лютиковые, Маковые |                       |                       |  | ещё 44 порядка цветковых растений, из которых к лютикоцветным наиболее близок порядок Протеецветные |  |  |  |
|  |                                                                              |                            |                            |                            | |                            |                            |                       | ещё девять семейств, в том числе Барбарисовые, Лютиковые, Маковые |                       |                       |  | ещё 44 порядка цветковых растений, из которых к лютикоцветным наиболее близок порядок Протеецветные |  |  |  |
|  | род Стефания                                                                 | род Стефания               | род Стефания               |                            | ещё около 70 родов, в том числе Луносемянник, Абута, Анамирта, Бурасайя, Коккулус, Тиноспора, Циклея |                            |                            |                       | ещё девять семейств, в том числе Барбарисовые, Лютиковые, Маковые |                       |                       |  | ещё 44 порядка цветковых растений, из которых к лютикоцветным наиболее близок порядок Протеецветные |  |  |  |
|  |                                                                              |                            |                            |                            | ещё около 70 родов, в том числе Луносемянник, Абута, Анамирта, Бурасайя, Коккулус, Тиноспора, Циклея |                            |                            |                       | ещё девять семейств, в том числе Барбарисовые, Лютиковые, Маковые |                       |                       |  | ещё 44 порядка цветковых растений, из которых к лютикоцветным наиболее близок порядок Протеецветные |  |  |  |
|  | Стефания гладкая, Стефания четырёхтычинковая и ещё более 40 видов            |                            |                            |                            | ещё около 70 родов, в том числе Луносемянник, Абута, Анамирта, Бурасайя, Коккулус, Тиноспора, Циклея |                            |                            |                       | ещё девять семейств, в том числе Барбарисовые, Лютиковые, Маковые |                       |                       |  | ещё 44 порядка цветковых растений, из которых к лютикоцветным наиболее близок порядок Протеецветные |  |  |  |
|  |                                                                              |                            |                            |                            | ещё около 70 родов, в том числе Луносемянник, Абута, Анамирта, Бурасайя, Коккулус, Тиноспора, Циклея |                            |                            |                       | ещё девять семейств, в том числе Барбарисовые, Лютиковые, Маковые |                       |                       |  | ещё 44 порядка цветковых растений, из которых к лютикоцветным наиболее близок порядок Протеецветные |  |  |  |
|  |                                                                              |                            |                            |                            | |                            |                            |                       | ещё девять семейств, в том числе Барбарисовые, Лютиковые, Маковые |                       |                       |  | ещё 44 порядка цветковых растений, из которых к лютикоцветным наиболее близок порядок Протеецветные |  |  |  |
|  |                                                                              |                            |                            |                            | |                            |                            |                       |                                                                   |                       |                       |  | ещё 44 порядка цветковых растений, из которых к лютикоцветным наиболее близок порядок Протеецветные |  |  |  |
|  |                                                                              |                            |                            |                            | |                            |                            |                       |                                                                   |                       |                       |  | |  |  |  |
|  |                                                                              |                            |                            |                            | |                            |                            |                       |                                                                   |                       |                       |  | |  |  |  |